# British Grand Prix 2011
British Grand Prix 2011 (Birmingham Grand Prix 2011) byl lehkoatletický mítink, který se konal 26. srpna 2011 v anglickém Birminghamu. Byl součástí série mítinků Diamantové ligy 2011.

## Výsledky
- Archiv výsledků zde [1]

### Muži
| Disciplína     | 1. místo                    | 2. místo                   | 3. místo                   |
| 100 m          | Asafa Powell 9,91           | Nesta Carter 9,93          | Michael Frater 10,01       |
| 800 m          | Abubaker Kaki 1:44,54       | Marcin Lewandowski 1:45,47 | Amine Laâlou 1:45,77       |
| 5000 m         | Mohamed Farah 13:06,14      | Galen Rupp 13:06,86        | Imane Merga 13:07,83       |
| 400 m překážek | David Greene 48,20          | Bershawn Jackson 48,22     | Javier Culson 48,34        |
| Trojskok       | Phillips Idowu 17,54 m      | Alexis Copello 17,12 m     | Arnie David Giralt 17,08 m |
| Vrh koulí      | Dylan Armstrong 21,55 m     | Tomasz Majewski 20,90 m    | Christian Cantwell 20,86 m |
| Hod oštěpem    | Andreas Thorkildsen 88,30 m | Matthias de Zordo 83,42 m  | Jarrod Bannister 82,01 m   |

### Ženy
| Disciplína      | 1. místo                    | 2. místo                      | 3. místo                                      |
| 200 m           | Bianca Knight 22,59         | Marshevet Myers 22,59         | Carmelita Jeterová 22,62                      |
| 400 m           | Amantle Montshoová 50,20    | Rosemarie Whyte 50,82         | Novlene Williamsová-Millsová 50,85            |
| 1500 m          | Morgan Ucenyová 4:05,64     | Kalkidan Gezahegneová 4:05,96 | Meriem Jusuf Džamalová 4:06,39                |
| 100 m překážek  | Sally Pearsonová 12,48      | Danielle Carruthers 12,52     | Ginnie Crawford 12,79                         |
| 3000 m překážek | Sofia Assefaová 9:25,87     | Almaz Ayanaová 9:30,27        | Fionnuala Britton 9:37,93                     |
| Skok do výšky   | Blanka Vlašičová 199 cm     | Anna Čičerovová 199 cm        | Emma Greenová 190 cm                          |
| Skok o tyči     | Silke Spiegelburgová 466 cm | Holly Bradshawová 461 cm      | Světlana Feofanovová Fabiana Murerová 4,46 cm |
| Skok daleký     | Janay DeLoachová 678 cm     | Brittney Reeseová 667 cm      | Darja Klišinová 664 cm                        |
| Hod diskem      | Nadine Müllerová 65,75 m    | Aretha Thurmond 62,65 m       | Dani Samuelsová 62,33 m                       |